# Scolopostethus
Scolopostethus is een geslacht van wantsen uit de familie bodemwantsen (Lygaeidae). Het geslacht werd voor het eerst wetenschappelijk beschreven door Franz Xaver Fieber in 1860.

## Soorten
Het genus bevat de volgende soorten:

- Scolopostethus abdominalis Jakovlev, 1890
- Scolopostethus affinis (Schilling, 1829)
- Scolopostethus afropunctulatus Scudder, G.G.E., 1962
- Scolopostethus atlanticus Horvath, 1893
- Scolopostethus chinensis L.Y. Zheng, 1981
- Scolopostethus cognatus Fieber, 1861
- Scolopostethus coleoptratus Slater, J.A., 1993
- Scolopostethus daulius Linnavuori, R., 1978
- Scolopostethus decoratus (Hahn, 1833)
- Scolopostethus diffidens Horvath, 1893
- Scolopostethus eros Linnavuori, R., 1978
- Scolopostethus forticornis Gross, 1965
- Scolopostethus grandis Horváth, 1880
- Scolopostethus hirsutus L.Y. Zheng & Zou, 1988
- Scolopostethus kilimandjariensis Scudder, G.G.E., 1962
- Scolopostethus lethierryi Jakovlev, 1877
- Scolopostethus maderensis Reuter, O.M., 1881
- Scolopostethus maumus Scudder, G.G.E., 1962
- Scolopostethus merus Scudder, G.G.E., 1962
- Scolopostethus montanus (Distant, 1909)
- Scolopostethus morimotoi (Hidaka, 1964)
- Scolopostethus odoriko Tomokuni, 1995
- Scolopostethus ornandus Distant, W.L., 1904
- Scolopostethus pacificus Barber, 1918
- Scolopostethus patruelis Horváth, 1892
- Scolopostethus pictus (Schilling, 1829)
- Scolopostethus pilosus Reuter, 1874
- Scolopostethus pseudograndis Wagner, 1949
- Scolopostethus puberulus Horváth, 1887
- Scolopostethus quadratus Zheng, 1981
- Scolopostethus silvicolus Linnavuori, R., 1978
- Scolopostethus statzi Wagner, 1950
- Scolopostethus takeyai Hidaka, 1963
- Scolopostethus thomsoni Reuter, 1874
- Scolopostethus tropicus (Distant, 1882)
- Scolopostethus ulugurus Scudder, G.G.E., 1962